# Cyclotrichium stamineum
Cyclotrichium stamineum là một loài thực vật có hoa trong họ Hoa môi. Loài này được (Boiss. & Hohen.) Manden. & Scheng. mô tả khoa học đầu tiên năm 1953.